# Île Dyke
L'île Dyke (en anglais Dyke Island) est une des îles Malouines (Falkland Islands).